# 公营子镇
公营子镇，是中华人民共和国辽宁省朝阳市喀喇沁左翼蒙古族自治县下辖的一个乡镇级行政单位。

## 行政区划
公营子镇下辖以下地区：
王杖子村、小塔子沟村、桥子村、五家村、三官庙村、丛家沟村、南山村、塔子下村和迎宾社区。